# 31883 Susanstern
31883 Susanstern este o planetă minoră (asteroid) din centura de asteroizi. A fost descoperită pe 29 martie 2000 la Experimental Test Site⁠(d) de Lincoln Near-Earth Asteroid Research. 
Obiectul prezintă o orbită caracterizată de o semiaxă mare de 2,4198714 UAi, o excentricitate de 0,09, o înclinație de 7,06985 ° în raport cu ecliptica.